# Walter Niedermayr
 (mars 2024).
 (février 2020).
Si vous disposez d'ouvrages ou d'articles de référence ou si vous connaissez des sites web de qualité traitant du thème abordé ici, merci de compléter l'article en donnant les références utiles à sa vérifiabilité et en les liant à la section « Notes et références ».
 (février 2020).
La mise en forme du texte ne suit pas les recommandations de Wikipédia : il faut le « wikifier ».
Les points d'amélioration suivants sont les cas les plus fréquents. Le détail des points à revoir est peut-être précisé sur la page de discussion.
- Les titres sont pré-formatés par le logiciel. Ils ne sont ni en capitales, ni en gras.
- Le texte ne doit pas être écrit en capitales (les noms de famille non plus), ni en gras, ni en italique, ni en « petit »…
- Le gras n'est utilisé que pour surligner le titre de l'article dans l'introduction, une seule fois.
- L'italique est rarement utilisé : mots en langue étrangère, titres d'œuvres, noms de bateaux, etc.
- Les citations ne sont pas en italique mais en corps de texte normal. Elles sont entourées par des guillemets français : « et ».
- Les listes à puces sont à éviter, des paragraphes rédigés étant largement préférés. Les tableaux sont à réserver à la présentation de données structurées (résultats, etc.).
- Les appels de note de bas de page (petits chiffres en exposant, introduits par l'outil «  Source ») sont à placer entre la fin de phrase et le point final[comme ça].
- Les liens internes (vers d'autres articles de Wikipédia) sont à choisir avec parcimonie. Créez des liens vers des articles approfondissant le sujet. Les termes génériques sans rapport avec le sujet sont à éviter, ainsi que les répétitions de liens vers un même terme.
- Les liens externes sont à placer uniquement dans une section « Liens externes », à la fin de l'article. Ces liens sont à choisir avec parcimonie suivant les règles définies. Si un lien sert de source à l'article, son insertion dans le texte est à faire par les notes de bas de page.
- La présentation des références doit suivre les conventions bibliographiques. Il est recommandé d'utiliser les modèles {{Ouvrage}}, {{Chapitre}}, {{Article}}, {{Lien web}} et/ou {{Bibliographie}}. Le mode d'édition visuel peut mettre en forme automatiquement les références.
- Insérer une infobox (cadre d'informations à droite) n'est pas obligatoire pour parachever la mise en page.

Pour une aide détaillée, merci de consulter Aide:Wikification.
Si vous pensez que ces points ont été résolus, vous pouvez retirer ce bandeau et améliorer la mise en forme d'un autre article.
Walter Niedermayr, né en 1952 à Bolzano, Italie, est un artiste-photographe. Il vit actuellement à Bolzano.

## Biographie
Entre 2011 et 2014, Walter Niedermayr travaille comme professeur de photographie artistique à la Faculté de Design et d'Arts de la Libera Universitá di Bolzano.

## Œuvre
À partir de 1985, Walter Niedermayr travaille sur des projets où il conçoit la réalité en tant qu’espace occupé et modifié par l’homme explorant les zones éphémères à mi-chemin entre représentation et imagination. On retrouve cette approche dans ses séries Alpine Landschaften (Alpine Landscapes) 1987, Raumfolgen (Space Con / Sequences) 1991, Rohbauten (Shell Constructions) 1997, Artefakte (Artifacts) 1992, Bildraum (Image-Space) 2001. Entre 2005 et 2008, il travaille sur la série Iran, en 2009-2010 sur The Aspen Series, à partir de 2012 sur la série Portraits.
Walter Niedermayr étudie minutieusement les lieux, leur histoire culturelle et sociale, les conditions climatiques, voire l’altitude en relation avec la saison, les modes de déplacement. Ensuite, il cherche les lieux où il pourra poser son trépied avec sa caméra et surtout où il restera afin, d’une certaine façon, de faire partie du site et ainsi de voir ce qui se passe, quelles sont les activités humaines, leur intensité, les manières d’évoluer. Chaque série matérialise ainsi une réflexion initiale ainsi que ses choix réalisés sur le moment et dans son atelier.
Ses œuvres cherchent à solliciter une durée et les différentes manières de la voir et de l'approcher. Il a pour volonté d'attirer l'attention à la fois pour comprendre la situation, pour reconnaître des détails et pour ressentir la force du lieu représenté. De même, la durée permet d’apprécier la structure des œuvres, assemblant toujours au moins deux images successives, et leur manière de susciter notre surprise et notre interprétation. Comme l’indique l’artiste « l’œuvre oscille entre la belle illusion de la prétendue réalité et la réalité de l’image. Elle vise à révéler les mécanismes des médias tout comme elle sollicite la perception ainsi que l’accroissement de sa précision » (dans The Changing View of Landscape and Conception of Nature Over Time 2011). Nous ne saurons pas toujours ce qui est visible, nous aurons peu de certitude et nous nous étonnerons des glissements rapides ou lents des personnes qui passent dans ses vidéos. L’ensemble questionne le medium photographique et vidéographique ainsi que notre éventuelle croyance dans leur transparence pour nous apporter du sérieux, de l’humour et nous amener à réfléchir sur nos relations vis-à-vis de ce qui nous entoure.

## Publications
- Walter Niedermayr | Raumaneignungen (Appropriations of Space). Lech 2015-2016, Text by Catherine Grout and a conversation between Gerold and Katia Schneider, Walter Niedermayr and Arno Ritter, Hatje Cantz, Ostfildern 2016  (ISBN 978-3-7757-4266-5).
- Walter Niedermayr - The Aspen Series, Texts by Chris Byrne, Catherine Grout, essays by Paula Crown in conversation with the artist, Hatje Cantz, Ostfildern 2013.  (ISBN 978-3-7757-3212-3).
- Walter Niedermayr | Mose, Editor Tiziana Serena, Linea di Confine editore, Rubiera and Koenig Books, London 2011.  (ISBN 978-3-86560-395-1)
- Walter Niedermayr | Appearances, Editors Filippo Maggia and Francesca Lazzarini, Skira, Milano 2011.  (ISBN 978-88-572-0975-3)
- Walter Niedermayr | Recollection, Editors Amir Cheheltan and Lars Mextorf, Publisher Hatje Cantz 2010.  (ISBN 978-3-7757-2738-9)
- Station Z Sachsenhausen, Editors HG Merz + Walter Niedermayr, Publisher Hatje Cantz 2009.  (ISBN 978-3-7757-2397-8)
- Walter Niedermayr | Kazuyo Sejima + Ryue Nishizawa / Sanaa, Editor Moritz Küng and deSingel Antwerp, Publisher Hatje Cantz 2007.  (ISBN 978-3-7757-1890-5)
- Novartis Campus-Fabrikstrasse, 4, Sanaa/Sejima+Nishizawa, works by Walter Niedermayr, Texts Ulrike Jehle-Schulte Strathaus, Architekturmuseum Basel; Publisher Merian 2006.  (ISBN 978-3-85616-519-2)
- Walter Niedermayr | TAV, Editors Linea di Confine Rubiera/Schlebrügge Vienna 2006.  (ISBN 978-3-85160-078-0)
- Walter Niedermayr | Titlis, Editor Codax publisher Zürich 2004.  (ISBN 978-3-7757-1405-1)
- Walter Niedermayr | Zivile Operationen, Editor Kunsthalle Wien, Hatje Cantz, Ostfilder 2003.  (ISBN 978-3-7757-1260-6)
- Raumfolgen 1991-2001, text by Martin Prinzhorn, Editor Carl Aigner and Andrea Domesle, Publisher Eikon, Wien 2001.  (ISBN 978-3-9501157-9-6)
- Remixed. Niedermayr, Pauhof, Hauser, text Moritz Küng, ar/ge Kunst Galerie Museum, Bolzano 1998.  (ISBN 3-9500803-0-9)
- Reservate des Augenblicks. Momentary resorts, Editor Francesco Bonami, Siegrid Hauser, ar/ge Kunst Galerie Museum, Editor Hatje Cantz, Ostfilder 1998.  (ISBN 978-3-89322-962-8)
- Die bleichen Berge. I monti pallidi, ar/ge Kunst Galerie Museum, Editor Raetia, Bolzano 1994.  (ISBN 978-88-7283-049-9)

## Prix
- Lauréat du Albert Mountain Award 2000[4]